# Lenha de Natal

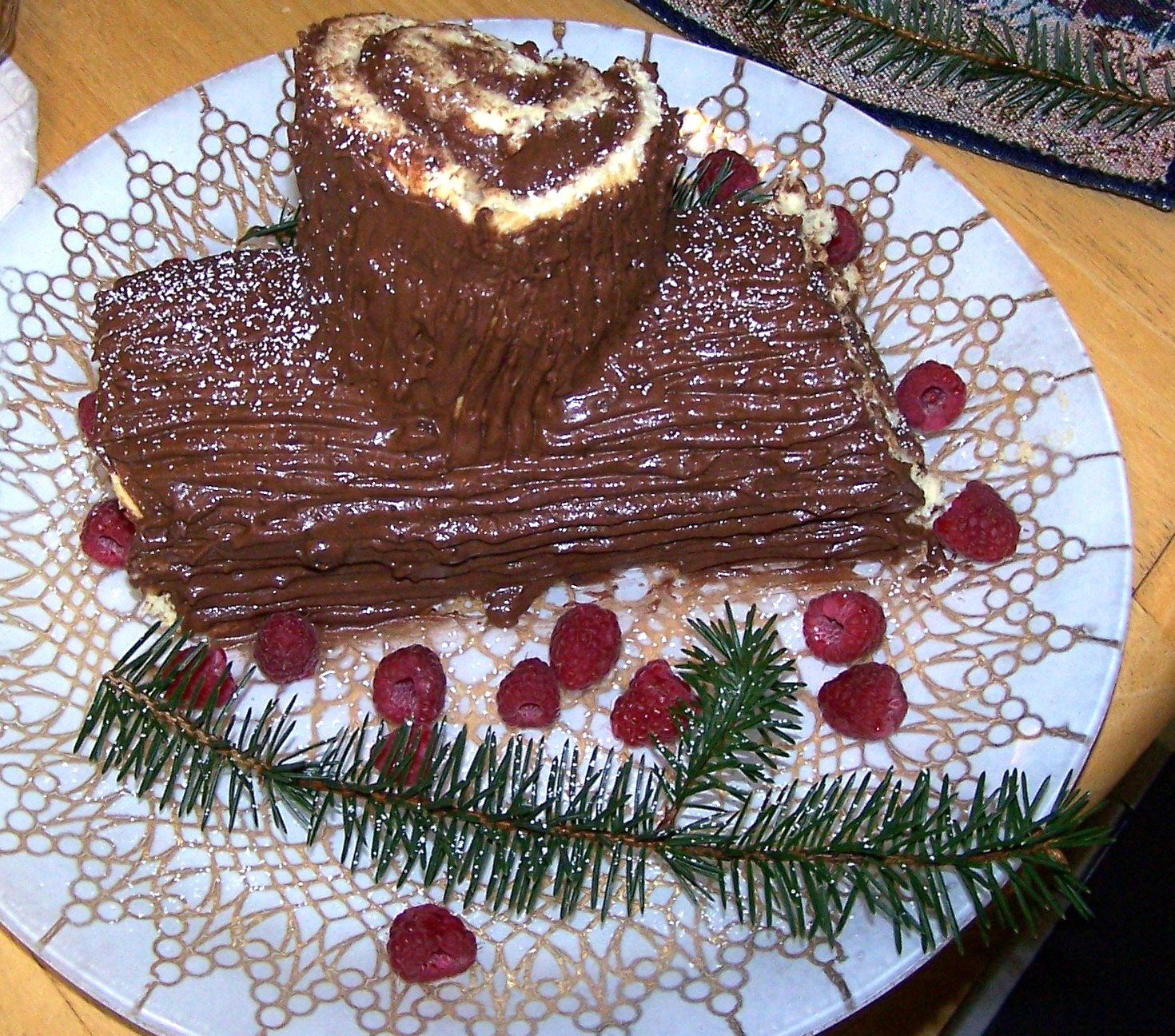
Uma tradicional Lenha de Natal., feita com bolo de Génoise, creme de manteiga de cacau, guarnecido com açúcar refinado, framboesas e fragmentos de pinhas.

A Lenha de Natal ou "Tronco de Natal" (em francês Bûche de Noël) é uma sobremesa típica, servida próximo ao final do ano na França, Bélgica, Canadá, Líbano, Vietnã e muitos outros países francófonos. Como o próprio nome indica, o bolo é comumente preparado, presenteado e guarnecido para que aparente um pedaço genuíno de lenha prestes a ser queimada, como se usava nos antigos festivais de fogos do solstício de inverno .
A tora tradicional é fabricada com Genovês ou outro, pão-de-ló; geralmente cozida numa assadeira grande e rasa (de brioche), congelada, enrolada na forma de cilindro e congelada novamente do lado de fora. A combinação mais comum é um básico bolo-esponja amarelo, congelado e recheado com chocolate e creme de manteiga; contudo, existem muitas variações da receita original, podendo incluir massas de bolo de chocolate, ganache e espresso ou sabores diversos, glacês e recheios. As toras são servidas frequentemente com a porção final fatiada e fixada no topo do bolo ou saltada para o lado para se assemelhar a um tronco serrado, e a textura da casca-de-árvore é produzida com creme de manteiga para ressaltar o realismo.  Isto é obtido invariavelmente arrastando um garfo em cobertura de glacê. Estes bolos são decorados com frequência com açúcar refinado para parecer com neve; já os galhos de árvores, sementes, e cogumelos são feitos de suspiro.
Pode ser considerado um tipo de doce como rocambole.